# Мукимов, Рустам Саматович
Мукимов, Рустам Саматович - (18 февраля 1946 года) доктор архитектуры, профессор, член Союза архитекторов СССР и Таджикистана (с 1975), действительный член (академик) Академии архитектуры Республики Таджикистан, Международной академии архитектуры стран Востока, член-корреспондент Инженерной академии РТ, лауреат Государственной премии Республики Таджикистан имени А. Рудаки в области архитектуры 2014 года.

## Биография
- 1969 - окончил архитектурный факультет Таджикского политехнического института
- 1969 - 1971 - преподаватель кафедры Архитектуры факультета Промышленно-гражданского строительства Таджикского политехнического института
- 1971 - начальник управления в ГлавАПУ Душанбинского горисполкома
- 1973 - по настоящее время - старший преподаватель кафедры Архитектурного проектирования, зам. декана архитектурно-строительного факультета, зав. кафедрой Архитектурной графики и проектирования (сейчас кафедра Архитектуры и Дизайна) Таджикского политехнического института
- В 1995 году был избран вице-президентом Академии архитектуры и строительства РТ
- Директор созданного в 1994 году единственного в Центральной Азии Научно-исследовательского института проблем архитектуры и градостроительства РТ.

## Научная и творческая деятельность
В 1980 году в Центральном НИИ теории и истории архитектуры в г. Москве защитил диссертацию «Народная архитектура Верхнего Заравшана XIX- начала XX вв.» на соискание ученой степени кандидата архитектуры.
В 1991 году Всесоюзном НИИ теории и истории архитектуры и градостроительства защитил диссертацию «Зодчество Северного Таджикистана V-начала XIX вв.» на соискание ученой степени доктора архитектуры. Автор более 400 научных трудов, в том числе более 15 монографий и учебных пособий (в том числе и в соавторстве).
Является членом редакционных советов ряда изданий Таджикской Энциклопедии, Академии архитектуры и строительства РТ, Международной академии архитектуры стран Востока и др.
Для внедрения реставрационно-популяризационных научных разработок в 1989-1992 гг. работал в Гисарском историко-культурном заповеднике. Р.С. Мукимов постоянно участвует в Международных (Алма-Ата, Бишкек, Ташкент, Москва, Баку и др.), Всесоюзных, Региональных и Республиканских научных симпозиумах, конференциях и совещаниях по проблемам изучения и пропаганды архитектурного наследия Центральной Азии, в том числе Таджикистана.
Неоднократно избирался в состав правления Союза архитекторов Таджикистана (1984 - 2001), был заместителем председателя СА Таджикистана по вопросам культуры, образования и науки (1990 - 2000). Постоянно участвует в конкурсах различного уровня. Часто привлекался в качестве научного консультанта при проектировании крупных общественных зданий (Монумент в честь 1100-летия Государства Саманидов в г. Душанбе, (1998 - 1999), Монумент в честь 2700-летия г. Куляба, (2003). 

## Награды
- бронзовая медаль и грамота Международного союза архитекторов в г. Софии, Болгария, 1991 г.;
- первая премия на разработку проекта реставрации Худжандской крепости, 1993 г., г. Худжанд;
- поощрительная премия на разработку эскиза памятника А. Джами в Душанбе, 1988 г;
- государственная медаль "Заслуженный труд" (Хизмати шоиста);
- государственная премия Республики Таджикистан имени А. Рудаки в области архитектуры 2014 года и многие др.

## Основные труды
- «Архитектура Советского Таджикистана» (1987)
- «Зодчество Таджикистана» (1990)
- «Архитектурное наследие Худжанда» (1993)
- «Мечети Таджикистана» (1994)
- "Древняя Уструшана" (2002)
- «История и теория таджикского зодчества» (2002)
- Салия Мамаджанова, Рустам Мукимов "Сколько тебе лет, Душанбе?"
- Очерки истории и культуры Душанбе
- Рустам Мукимов "История таджикского зодчества"
- Сквер «Бустон» в Душанбе и другие.